# Cantone di La Garde
Il Cantone di La Garde è una divisione amministrativa dell'arrondissement di Tolone.
A seguito della riforma complessiva dei cantoni del 2014 è passato da 2 a 3 comuni, acquisendo il comune di Carqueiranne.

## Composizione
Prima della riforma del 2014 comprendeva i comuni di:
- La Garde
- Le Pradet

Dal 2015 comprende i comuni di:
- Carqueiranne
- La Garde
- Le Pradet